# Curaca

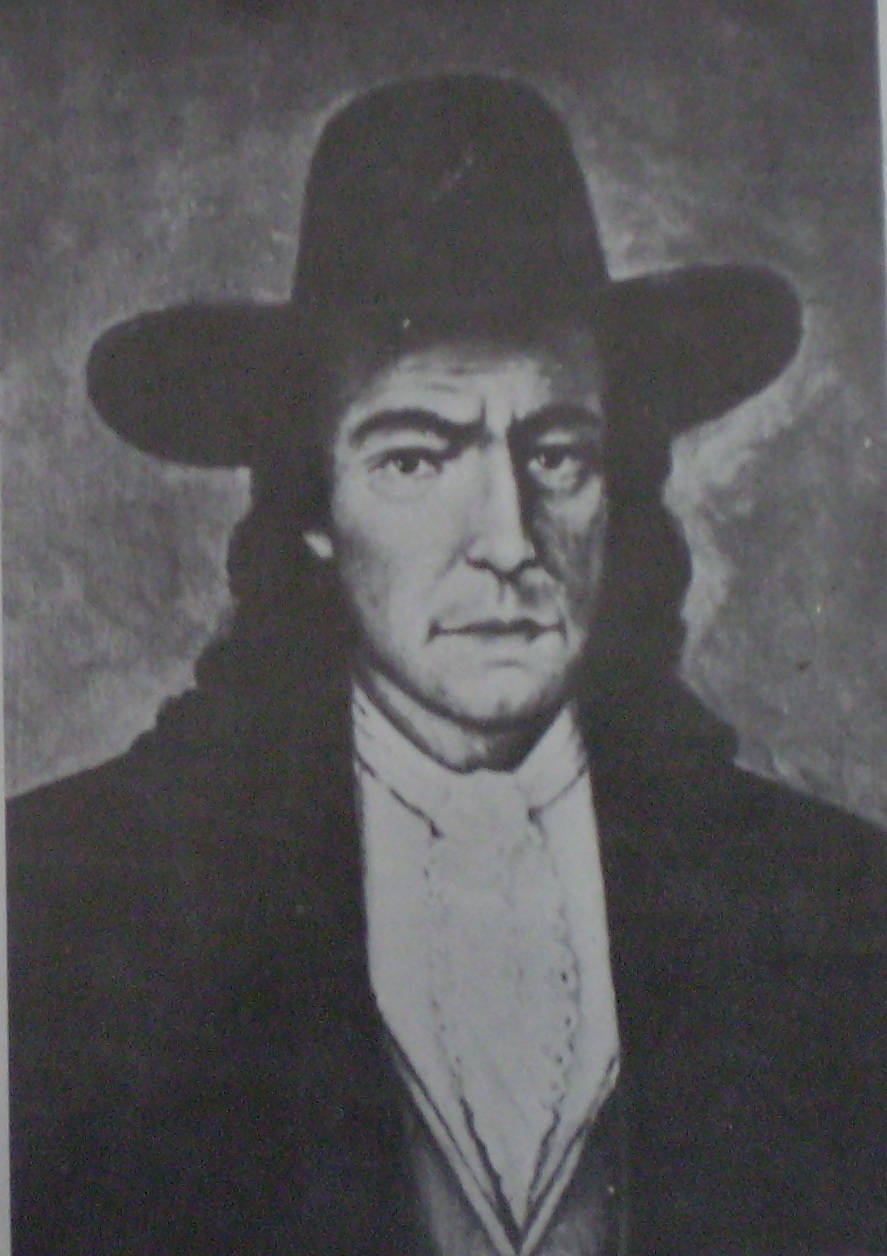
José Gabriel Condorcanqui Noguera, curaca de Surimaná, Tungasuca y Pampamarca, bisnieto de Juana Pilco-Huaco, la hija del último soberano incaico, Túpac Amaru I (ejecutado por los españoles en 1572).

Envarado de Chacas, Perú; máxima autoridad de las comunidades campesinas. Es elegido anualmente desde la época virreinal teniendo en cuenta su edad y capacidad de liderazgo. Acompaña las dos misas del domingo, el izamiento del pabellón nacional y las procesiones del patrón del pueblo.

El curaca era el jefe político y administrativo en el mundo andino precolombino, en varios niveles jerárquicos, desde el Sapa Inca a la cabeza del Imperio hasta los aillus. Tras la conquista del Perú por parte de Francisco Pizarro y sus compañeros, los hispanohablantes comenzaron a referirse a él utilizando la expresión taína «cacique», que denota autoridad.

## Etimología
«Curaca» deriva de la voz quechua kuraq (el de mayor edad/ hijo primogénito) que significa el primero o el mayor entre todos los de su colectividad natalicia.

## Historia

### Kamachikuq
Los curacas soberanos sólo de un aillu, en la base de la organización socioterritorial andina precolombina, se denominan kamachikuq ("el que asigna sus tareas a cada persona"), y deciden sobre la distribución de la tierra y la organización del trabajo.
Originariamente debió ser el más anciano, sabio y gobernaba de manera paternalista; pero como su autoridad la podía heredar a un hijo que denotaba especial capacidad, es obvio que el criterio de la edad no fue siempre seguido. Los incas, a su vez, nombraron curacas para reemplazar a los que hubiesen demostrado resistencia tenaz contra su dominación. Entre sus funciones se hallaban:
- Reparto de topos o lotes de tierras agrícolas.
- Protección de los pobres o huacchas.
- Labores de mantenimiento de la red hidráulica (limpieza y reparación de canales de riego).
- Resguardo de los linderos de la comunidad.
- Organización de la minka o trabajo comunal.

### Apu curaca
Por encima del kamachikuq en la jerarquía social estaban los apu curacas ("jefes principales") que encabezan una confederación de aillus, llamada jefatura, curacazgo o llaqta. El Sapa Inca es parte de esta clase social.
En el Imperio incaico, los apu curacas, cuyo poder preincaico generalmente permanece intacto, tienen un estatus similar al de la nobleza inca, mientras que los kamachikuq son parte de la clase de hombres comunes o runa.

#### Hatun curaca
Las pequeñas jefaturas están federadas, a su vez, en una gran jefatura, o grupo macroétnico, y el apu curaca supremo, superior a los apu curacas subordinados , se llama Hatun curaca ("gran curaca"), y está a la cabeza de entidades representantes del más alto nivel de integración jamás alcanzado en los Andes durante el Período Intermedio Tardío, antes de la conquista, porque los incas no lograron crear una integración nacional, contentándose con subyugar políticamente a los grupos macroétnicos, pero sin pensar en abolir sus costumbres y tradiciones (que definen su identidad étnica).
El curaca, sin embargo, no actuaba solo, compartía su poder con un yanapaque o segunda persona, como lo conocieron los españoles. Este generalmente era un pariente cercano, o usualmente su hermano, quien lo reemplazaba cuando se enfermaba, envejecía, estaba incapacitado físicamente o se ausentaba. El símbolo supremo de su autoridad era la tiana (quechua: tiyana, 'asiento') o dúho, un asiento de madera, piedra o metal, de apenas 20 cm de altura aproximadamente, objeto del cual tomaban posesión el día de su asunción al mando.
Los pueblos originarios no tenían el concepto de poderío o imperio, como era entendido por los españoles.[cita requerida] Para ellos la autoridad no estaba basada en el poder, sino en el ejemplo.[cita requerida] Por eso el curaca debía ser una persona experimentada y sabia, no alguien ambicioso.[cita requerida] Además la autoridad era compartida con su segundo.[cita requerida] Los pueblos prehispánicos se consideraban a sí mismos una nación, sin fronteras. Y no un imperio.[cita requerida] En palabras de Franklin Pease García Yrigoyen:

Se puede afirmar que en la expansión del Tahuantinsuyu (sic) no puede afirmarse que los curacas formaran parte automáticamente de la administración incaica, aunque es evidente que se relacionaban con ella...Tampoco es visible que todos los curacas fueran nombrados por el Inka, al contrario queda suficiente evidencia que las diferentes formas de acceso al poder étnico no dependían del gobernante cuzqueño, sino de pautas establecidas y constantes, en funcionamiento en cada grupo técnico. A lo más puede decirse que el Inka «confirmaría» las decisiones étnicas que, previamente, habían llevado a la designación de autoridades. Dicha confirmación era ritual.